# Asset Deal
Ein Asset Deal (deutsch „Vertrag über Vermögenswerte“) ist im Rahmen von Mergers & Acquisitions der Anglizismus für den Erwerb von Wirtschaftsgütern eines Unternehmens durch Singularsukzession mit dem Ziel des Unternehmenskaufs. Pendant ist der Share Deal.

## Allgemeines
Asset Deal und Share Deal stammen aus dem US-amerikanischen Finanzwesen. Ihre Strukturen wurden auch in Europa übernommen.
Als Vertragsparteien fungieren der Käufer und als Verkäufer das zu erwerbende Unternehmen (englisch target). Der Käufer erwirbt durch Singularsukzession (Einzelrechtsnachfolge) wesentliche Vermögenswerte (englisch assets; Immobilien, Maschinen usw.; kausal auch Arbeits- und Rechtsverhältnisse) und Verbindlichkeiten des „Targets“ zu einem vereinbarten Stichtag (englisch Closing).  Durch den Asset Deal wird mithin nicht das Unternehmen als Ganzes verkauft (das ist beim Share Deal der Fall), sondern dessen Vermögenswerte und die darauf lastenden Schulden. Da Vermögen und die darauf lastenden Schulden letztlich in den Anteilscheinen (insbesondere Aktien) des „Targets“ verbrieft sind, gehen auch diese auf den Käufer über. Es besteht also die Wahlmöglichkeit, welche Assets veräußert bzw. erworben werden sollen. Findet mit der Übertragung einzelner Vermögenswerte zugleich ein Betriebsübergang statt, gehen auch die bestehenden Arbeitsverhältnisse auf den Erwerber über.
Am Stichtag erwirbt der Käufer die Wirtschaftsgüter und Schulden vom Verkäufer, wofür der Verkäufer den Kaufpreis als Gegenleistung erhält. Übrig bleibt am Ende nur das Unternehmen als Hülle. Wahlweise können auch nur einzelne Geschäftsbereiche aus einem Unternehmen herausgekauft werden. Vermögensgegenstände, die einem Gesellschafter gehören, aber vom zu verkaufenden Unternehmen genutzt werden, bleiben bei der Übertragung außen vor. 
Ob der Erwerber für Unternehmensverbindlichkeiten des Veräußerers haften und diese begleichen muss, und welches (in- oder ausländische) Recht auf den Vertrag angewendet werden soll, wird gesondert geregelt. So gehen mögliche, bestehende Risiken bei einem Asset-Deal nicht automatisch auf den Käufer über.

## Ablauf der Übertragung
Die Übertragung der Assets bzw. Rechte geschieht an einem vertraglich vereinbarten Stichtag. Der Übergang der einzelnen Wirtschaftsgüter erfolgt durch Einigung und Übergabe, bei Grundstücken durch notarielle Auflassung und Eintragung in das Grundbuch. Die Übertragung der Anteilscheine erfolgt durch Abtretung (bei Namenspapieren) bzw. bei Inhaberaktien durch Übereignung der Aktienurkunden, bei Orderpapieren durch Indossierung.
Zu beachten ist, dass die vollständige bzw. überwiegende Übernahme der Assets eines Unternehmens einen sogenannten Kontrollerwerb im Sinne des Kartellrechts (Fusionskontrolle) darstellen kann und daher unter Umständen eine Genehmigungspflicht durch die Kartellbehörde besteht.